# Laura Luís
Laura José Ramos Luís (Funchal, Portugal; 15 de agosto de 1992) es una futbolista portuguesa. Juega como delantera en el SC Braga del Campeonato Nacional de Portugal. Es internacional con la selección de Portugal.

## Trayectoria
Su primer equipo fue el Marítimo Funchal, entre 2008 y 2010, cuando pasó al Desportivo Madeira. En 2011 debutó con la selección portuguesa (con la que ha marcado 6 goles en 26 partidos a fecha de 2014) y se marchó a Estados Unidos para jugar en la liga universitaria, en las UTBTSC Ocelots. Al año siguiente jugó en el Santa Clarita Blue Heat, de la W-League. 
En 2012 regresó al Marítimo, pero en el mercado de invierno de la 2013-14 dio el salto a la Bundesliga, con el Duisburgo.